# Багатскис, Айнарс
Айнарс Багатскис (латыш. Ainars Bagatskis; род. 29 марта 1967, Рига, Латвийская ССР, СССР) — советский и латвийский баскетболист, тренер.

## Карьера
Профессиональную карьеру начал в команде ВЭФ в 1985 году. Выступал за различные советские и латвийские клубы, поиграл в Норвегии, Польше, Франции, Литве и России.
Карьеру тренера начал в 2005 году в латвийском клубе «Баронс», где был играющим тренером. В 2006 году некоторое время выступал за «Жальгирис», где и закончил карьеру игрока. После этого он вернулся в чемпионат Латвии, где в сезонах 2007—2009 тренировал баскетбольный клуб «Валмиера».
В сезоне 2009/2010 возглавлял красноярский «Енисей».
В 2011 году тренировал грузинский клуб «Сухуми», после чего перебрался в чемпионат Украины. Тренировал «Кривбассбаскет» и «Будивельник», с которым дважды становился чемпионом страны.
В 2014 году возглавил «Нижний Новгород». В сезоне 2014/2015 нижегородская команда под его руководством вошла в ТОП-16 Евролиги, а также стала полуфиналистом Единой лиги ВТБ. В сезоне 2015/2016 «Нижний Новгород» остановился в 1/4 финала Еврокубка и Единой лиги ВТБ. По окончании сезона 2015/2016 Багатскис покинул нижегородский клуб.
В июне 2016 года стал ассистентом Дэвида Блатта в тренерском штабе «Дарюшшафаки».
В декабре 2016 года «Маккаби» (Тель-Авив) объявил о назначении Багатскиса на пост главного тренера клуба. Контракт был подписан до конца сезона 2016/2017 с опцией продления на год. Под его руководством израильский клуб занял 14 место в регулярном сезоне Евролиги и 4 место в регулярном сезоне чемпионата Израиля. В мае 2017 года Багатскис был отправлен в отставку.
По окончании чемпионата Европы-2017, Багатскис принял решение покинуть пост главного тренера сборной Латвии.
В июне 2018 года возглавил «Брозе», подписав контракт на 2 года. Но, в январе 2019 года, немецкий клуб уволил Багатскиса.
В июле 2019 года Багатскис был назначен главным тренером «Киев-Баскет» и сборной Украины.

## Достижения

### В качестве игрока
- Чемпион Балтийской баскетбольной лиги: 2005/2006
- Чемпион Латвии (6): 1994/1995, 1996/1997, 1997/1998, 1998/1999, 2002/2003, 2003/2004
- Чемпион Литвы (2): 2004/2005, 2005/2006
- Чемпион Норвегии: 1992/1993

### В качестве тренера
- Чемпион Балтийской баскетбольной лиги: 2005/2006
- Чемпион Литвы: 2005/2006
- Чемпион Украины (2): 2012/2013, 2013/2014
- Серебряный призёр чемпионата Украины: 2019/2020
- Обладатель Кубка Израиля: 2016/2017